# Hypoprora tortuosa
Hypoprora tortuosa là một loài bướm đêm trong họ Noctuidae.